# Vladimír Filo
Vladimír Filo (Gáň, °15 januari 1940 – Nitra, † 18 augustus 2015) was een Slowaakse rooms-katholieke geestelijke, bisschop van Rožňava.

## Biografie
Vladimír Filo studeerde aan de rooms-katholieke Cyrillus en Methodius-faculteit voor theologie in de Comeniusuniversiteit te Bratislava.

### Priester
Vladimír Filo werd priester gewijd op 25 juli 1962. Hij werkte achtereenvolgens als kapelaan in Senec, Trnava, Kolárovo en Nové Zámky. In 1966 werd hij aangesteld als ceremoniemeester in het kantoor van de bisschop in Trnava. Van daaruit werd hij in 1968 naar Rome gestuurd om er te studeren.
In 1976, acht jaar na de aanvang van zijn studie in Rome, werd hij vicaris van de parochie in Veľký Cetín. Op 17 maart 1990 vertrouwde paus Johannes Paulus II hem de functie toe, van  hulpbisschop in het bisdom Trnava. Gelijktijdig benoemde hij hem als titulair bisschop van Thucca.
De wijding volgde op 16 april 1990. Vladimír Filo werd tegelijkertijd gewijd voor de functie van hulpbisschop van het aartsbisdom Trnava. 
In de periode 1990-1991 fungeerde hij bovendien als rector in het seminarie van Sint-Cyrillus en Methodius in Bratislava en van 1990 tot 1998 doceerde hij als hoogleraar "Kerkelijk recht" aan de rooms-katholieke faculteit voor theologie van de Comeniusuniversiteit in Bratislava.

### Bisschop
Op 23 november 2002 werd bisschop Vladimír Filo benoemd tot coadjutor van het bisdom Rožňava. Na zijn aantreden was het beheer van de economische zaken zijn belangrijkste taak. Op 27 december 2008 aanvaardde paus Benedictus XVI het ontslag van bisschop Eduard Kojnok en Vladimír Filo werd de jure de diocesane bisschop. Hij werd ingehuldigd op 28 januari 2009.
In juli 2013 verzocht bisschop Filo de salesianen van Don Bosco om het gehele diocees Rožňava te verlaten. Hij gaf daarvoor geen reden op. Na een aanwezigheid van 23 jaar in het bisdom vertrok de orde. Als gevolg van dit vertrek bleef Rožňava gedurende drie jaar het enige rooms-katholieke bisdom in Slowakije waar de salezianen geen voet aan wal hadden. In september 2016 keerden ze terug naar Rožňava.
Ter gelegenheid van zijn 75e verjaardag vroeg bisschop Vladimír Filo aan paus Franciscus om hem -in overeenstemming met het Wetboek van Canoniek Recht- te ontheffen van zijn functie. Op 21 maart 2015 aanvaardde paus Franciscus zijn ontslag en hij benoemde Stanislav Stolárik (de voormalige hulpbisschop van het aartsbisdom Košice) als zijn opvolger. In afwachting van de wijding van Stanislav Stolárik stelde hij Vladimír Filo aan, als apostolisch administrator.
Op het feest van de patroonheilige van het bisdom, met name: Johannes Nepomucenus, werd op 16 mei 2015 de opvolger ceremonieel ingehuldigd en Vladimír Filo beëindigde zijn opdracht.
Minder dan een half jaar na zijn opruststelling overleed bisschop emeritus Filo. Hij stierf op 18 augustus 2015 om 10 uur 20, 's avonds, in het ziekenhuis in Nitra, getroost door de christelijke sacramenten.
Op 24 augustus 2015 vond de begrafenisdienst plaats in Trnava, in de kathedraal van Sint-Johannes de Doper. Vervolgens werd hij naar eigen wens begraven in zijn geboortedorp Gáň.